# Гостивар

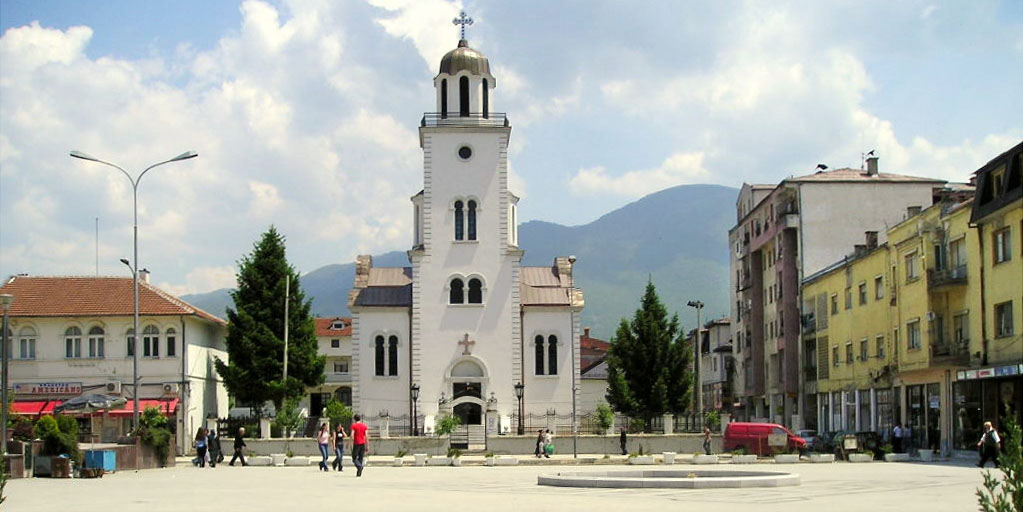
Центр Гостивара

Гостивар — місто в Північній Македонії в регіоні Полог. Розташоване біля підніжжя гірського масиву Шар-Планина. Адміністративний центр — общини Гостивар. Населення міста становить 35 847 осіб (2002). Від нього йдуть автомагістральні сполучення в Тетово, Скоп'є, Кичево та Охрид, є залізничне сполучення зі столицею Скоп'є. 
У стародавні часи називався Драу-Дак. Римський історик Тит Лівій стверджує, що в ході III Македонської війні місто здобув македонський цар Персей. В кінці дев'ятнадцятого століття населення Гостивару становило близько 4 тисяч і мало статус кизи в Османській імперії. В кінці дев'ятнадцятого століття місто почало рости і стало важливим центром торгівлі.
До визначних пам'яток міста належать вежа з годинником Сахат-Куля (1566) і мечеть (1688). У декількох милях на південь від села розташоване селище Врутек, в околицях якого бере початок річка Вардар. Місто є туристичною базою подорожуючих в горах Шар-Планина та національному парку Маврово.
У середині 1997 Гостивар разом з іншими населеними пунктами Тетово став ареною заворушень на тлі албанського іредентизму.

## Демографія
Населення Гостивару становить 35 847 осіб (2002). Етнічний склад:
| Національність | Всього           |
| македонці      | 11 885 (33,15 %) |
| албанці        | 16 890 (47,12 %) |
| турки          | 4 559 (12,72 %)  |
| цигани         | 1 899 (5,3 %)    |
| арумин         | 15 (0,04 %)      |
| серби          | 146 (0,41 %)     |
| Боснійці       | 34 (0,09 %)      |
| Решта          | 419 (1,17%)      |

## Галерея

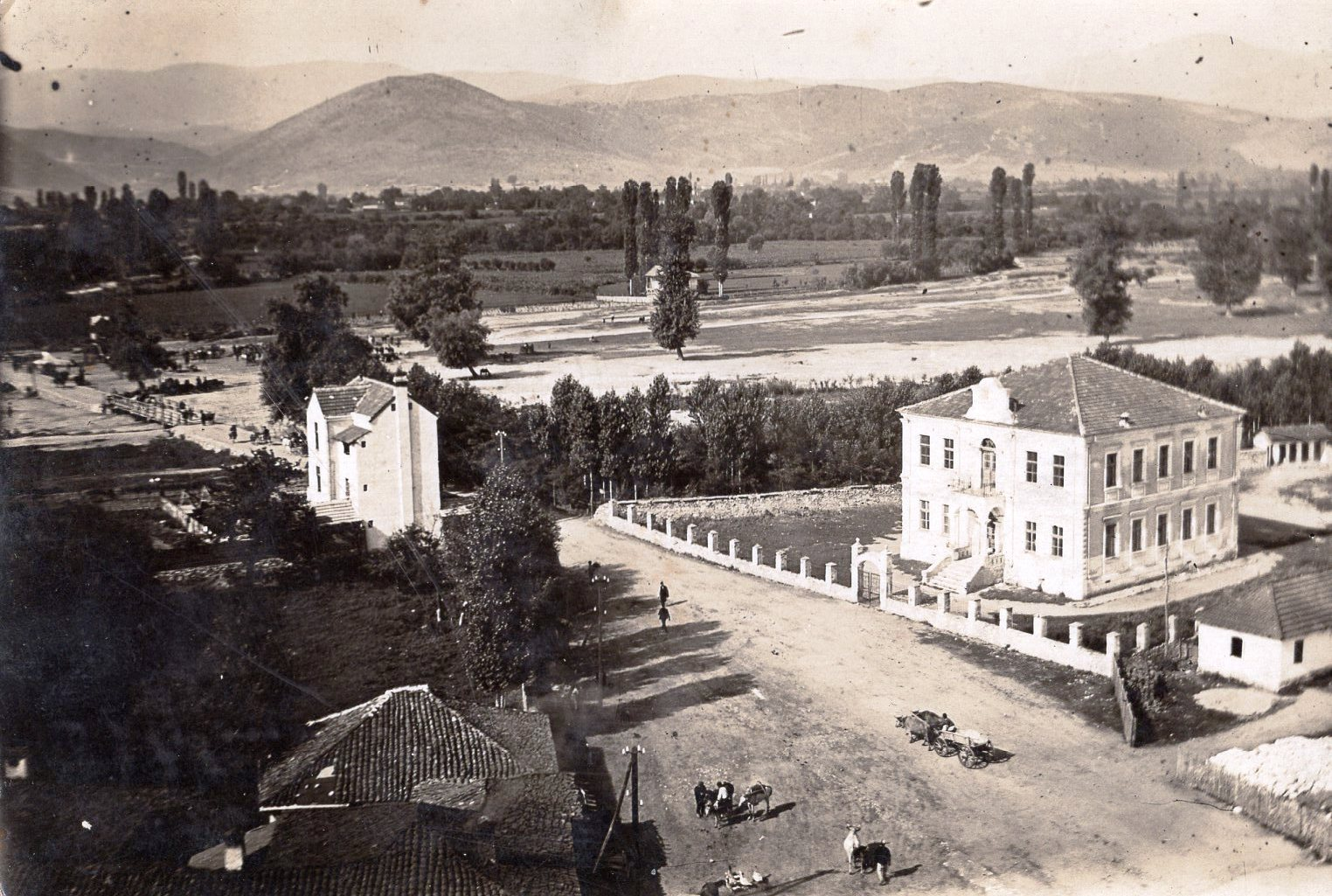
Гостивар у 1921
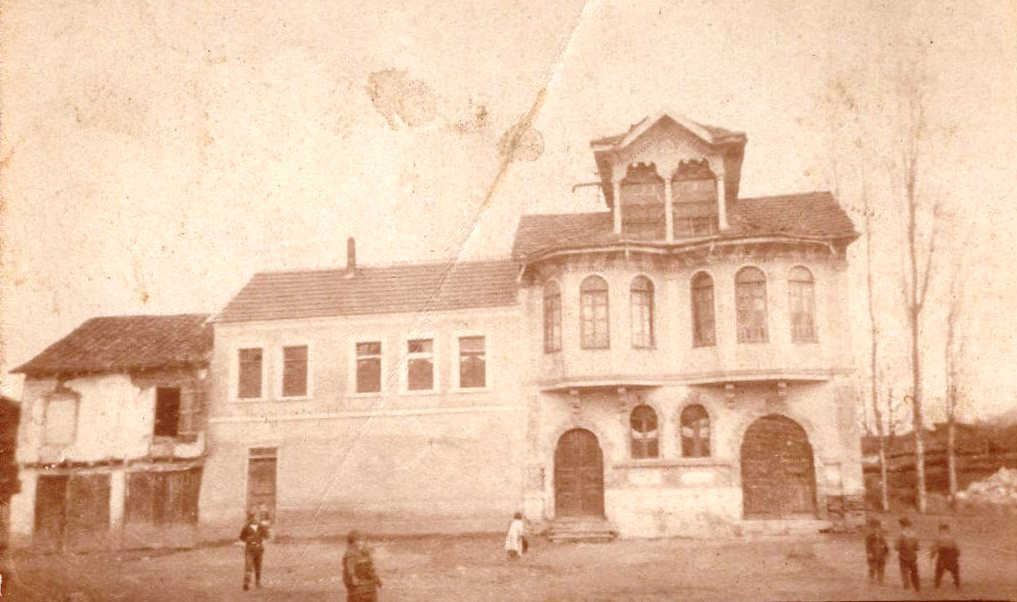
Гостивар у 1929
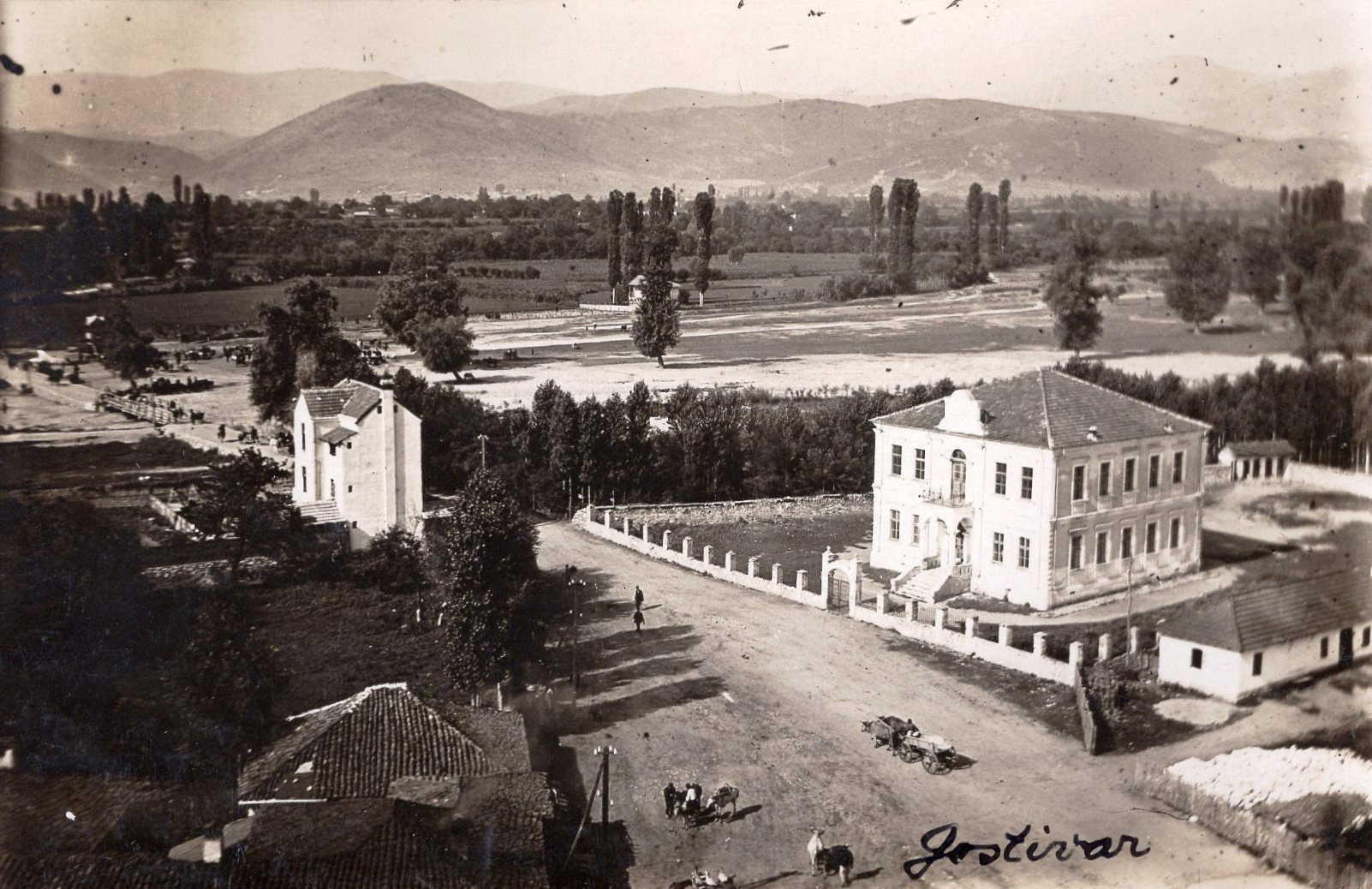
Гостивар у 1930
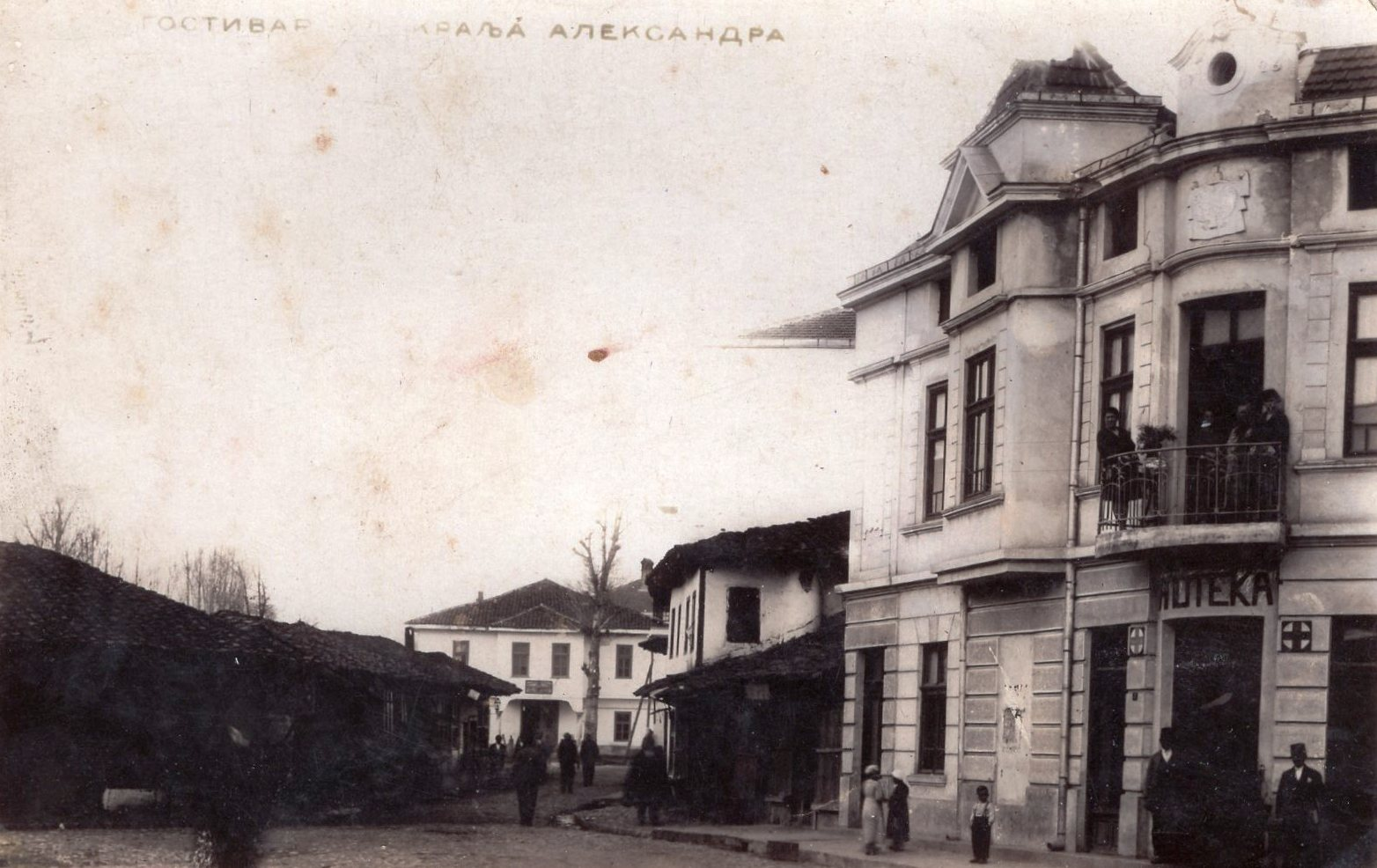
Гостивар у 1930
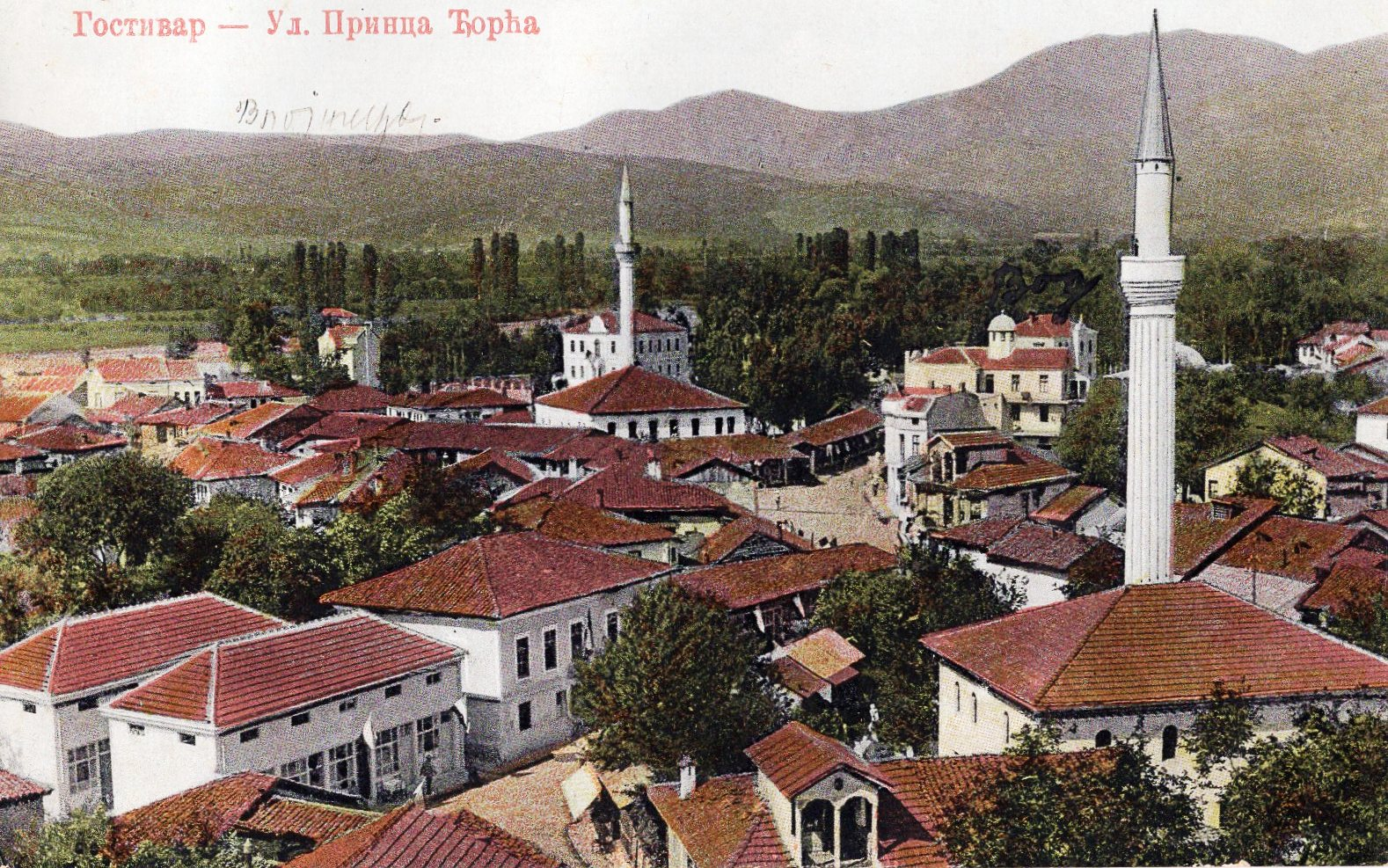
Гостивар у 1935